# Норвегія на літніх Паралімпійських іграх 1960
Норвегія на I літніх Паралімпійських іграх, які проходили у 1960 році у Римі, завоювала 16 медалей — 9 золотих, 3 срібних та 4 бронзових. Збірна Норвегії зайняла неофіційне 6 загальнокомандне залікове місце.

## Медалісти
| Медаль | Призери          | Вид спорту       | Дисципліна                                       |
| ------ | ---------------- | ---------------- | ------------------------------------------------ |
| Золото | Ерсуд            | Плавання         | чоловіки, 25 м кролем, юніори, неповний 4 клас   |
| Золото | Ерсуд            | Плавання         | чоловіки, 25 м на спині, юніори, неповний 4 клас |
| Золото | Гаральд Гуннеруп | Плавання         | чоловіки, 50 м кролем, повний 3 клас             |
| Золото | Гаральд Гуннеруп | Плавання         | чоловіки, 50 м брасом, неповний 4 клас           |
| Золото | Кальберг         | Плавання         | чоловіки, 25 м на спині, юніори, неповний 2 клас |
| Золото | Брагер           | Плавання         | чоловіки, 50 м брасом, повний 4 клас             |
| Золото | Вагрум           | Плавання         | жінки, 25 м кролем, юніорки, неповний 4 клас     |
| Золото | Реклев           | Плавання         | жінки, 25 м на спині, юніорки, неповний 4 клас   |
| Золото | Реклев           | Плавання         | жінки, 25 м брасом, юніорки, неповний 4 клас     |
| Срібло | Гансен           | Плавання         | чоловіки, 50 м кролем, повний 3 клас             |
| Срібло | Лейра            | Плавання         | чоловіки, 50 м брасом, неповний 4 клас           |
| Срібло | Міргейм          | Плавання         | жінки, 25 м на спині, юніорки, неповний 4 клас   |
| Бронза | Нільсен          | Плавання         | чоловіки, 25 м на спині, юніори, неповний 2 клас |
| Бронза | Чоловіча команда | Плавання         | чоловіки, комплексна естафета 3×50 м, відкрита   |
| Бронза | Вагрум           | Плавання         | жінки, 25 м брасом, юніорки, неповний 4 клас     |
| Бронза | Тора Лісе        | Настільний теніс | жінки, одиночний розряд А                        |